# Nag Hammadi
Nag Hammadi est une ville de la haute Égypte. À l'origine, dans l'Égypte hellénistique, elle portait le nom de Chenoboskion (en) (en grec Χηνοβόσκιον), ce qui signifie "le champ où l'on fait paître les oies".  Elle est située sur la rive gauche du Nil à 80 km au nord-ouest de Louxor, et compte environ 40 000 habitants, dont 75 % sont coptes[réf. nécessaire]. C'est une région agricole où s'est implantée une très importante raffinerie de canne à sucre. Une énorme usine d'aluminium a également été construite à proximité (Aluminium City).
Cette ville porte, en son honneur, le nom d'un notable de la ville, Mahmoud Pasha Hammadi, qui l'a fondée pour accueillir des réfugiés chassés par l'occupation britannique. Depuis le renouveau des tensions islamistes au Proche-Orient, la communauté copte de cette région fait l'objet d'attentats terroristes réguliers, du fait de son importance symbolique. Le dernier, connu sous le nom de massacre de Nag Hammadi (en), a été perpétré en janvier 2010.

## Écrits coptes
En décembre 1945, des bergers découvrent fortuitement une jarre, enfouie dans le sol, contenant treize codex en langue copte datant du IVe siècle. Ils proviennent probablement d'un monastère pacômien, peut-être même celui de Chenoboskion (où Saint Pacôme commença sa vie érémitique) ou de Pabau, située à 8 kilomètres du lieu de la découverte. Ces écrits sont à forte connotation gnostique. L'ensemble, représentant environ 1 200 pages (fragments ?) est aujourd'hui connu sous le nom de « bibliothèque de Nag Hammadi ». Ces manuscrits anciens ont une grande importance pour la recherche biblique autour des textes du Nouveau Testament. Parmi eux, l'exemplaire le plus complet que l'on connaisse de l'Évangile selon Thomas a eu également un grand retentissement.